# SOT31
Xperia Z4 Tablet SOT31 (エクスペリア ゼットツー タブレット エスオーティー サンイチ) は、ソニーモバイルコミュニケーションズによって日本国内向けに開発された、auブランドを展開するKDDIおよび沖縄セルラー電話の第3.9/第4世代移動通信システム (au 4G LTE/au 4G LTE CA/WiMAX2+) 対応タブレット端末である。

## 概要
SOT21の後継機種で、グローバルモデルであるXperia Z4 Tabletの日本国内ローカライズモデルとなる。
OSはAndroid 5.0を搭載している。
先代と異なり、対応するau ICカードがau Micro IC Cardに変わり、au Nano IC Card 04 LEとなったため、3G通信が利用出来なくなった。